# 山本登喜子

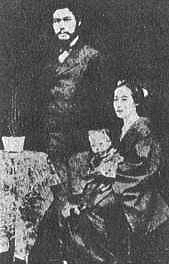
山本権兵衛と登喜子夫人（1880年）

山本 登喜子（やまもと ときこ、万延元年4月17日（1860年6月6日） - 昭和8年（1933年）3月30日）は、山本権兵衛（日本の海軍軍人で第16・22代内閣総理大臣を務めた）の妻。

## 生涯

### 概要
山本権兵衛が結婚後に海軍省に提出した「縁組御届書」（明治11年9月13日付）によると、登喜子（とき）は新潟県蒲原郡菱潟村の農業・津沢鹿助の三女。

品川の妓楼で遊女として働いたのち、明治11年（1878年）8月28日、当時は海軍少尉だった権兵衛と結婚。

### 権兵衛の誓約書
権兵衛は、結婚の際に
〔第1条〕「一、礼儀を正ふし信義を重んじ質素を旨とすることを目的とすべき事」
〔第2条〕「一、夫婦むつまじく生涯たがいにふわ〔不和〕を生ぜざる事」
〔第3条〕「一、夫婦たるの義務をやぶるにあらざればいかなる事実あるも決して離縁を許すべからず」
〔第4条〕「一、家事の整頓はすべて妻の責ににん〔任〕ず」
〔第5条〕「一、一夫一婦は国法の定むる処なれば誓〔ちかひ〕て之に背〔そむか〕ざる事」
〔第6条〕「一、家財は以〔もつて〕妻子を養育するの余沢なれば妻の外他より口を入るるを許さず」
〔第7条〕「一、一家に属することはすべて妻の責にん〔任〕にまかす」
※〔〕内は引用者が挿入。
の七か条から成る誓約書（明治11年8月15日付）を書いて、この後も終生変わることのなかった登喜子への愛情と敬意を示した。この誓約書は、登喜子の死後に、登喜子の遺品の中から発見された。漢字には権兵衛の手で振り仮名が付されており、第2条の「生涯」に付された振り仮名は「いつまでも」であった。
権兵衛と登喜子の結婚は、当時（明治時代初期）には珍しい恋愛結婚であった。権兵衛は「一夫一婦」の誓いを生涯に渡って守り、浮いた話は一切なかった。
権兵衛と登喜子の夫婦は6人の子供に恵まれた。長女・イネ（1879–1976）は海軍大臣を務めた財部彪 海軍大将に、次女・すゑ（1881–1978）は山路一善 海軍中将に、三女・ミね（1885–1959）は山本盛正（川崎汽船、川崎造船所重役）に、四女・なミ（1887–1945）は西郷従道の息子の上村従義 男爵に、五女・登美（1888–1962）は首相松方正義の息子である乙彦（東京コークス販売社長）にそれぞれ嫁いだ。長男の清（1883–1960）は海軍軍人（海兵34期、海軍中佐）。

### 軍艦「乾行」見学時の挿話
権兵衛が、海軍兵学校（東京・築地）所属の運用術練習艦「乾行」乗組の海軍中尉であった1880年（明治13年）、登喜子が「乾行」を見学に訪れた。権兵衛は自ら艦内をくまなく案内し、登喜子が艦から降りる時には、先に桟橋に降りて登喜子の履物を揃えた。
男尊女卑の風潮が強い当時、海軍士官が自分の乗艦に妻を招くこと自体が稀であり、ましてや「妻の履物を揃える」など論外であり、権兵衛の振る舞いを見ていた者たちは口々に嘲笑したが、権兵衛は何ら動じることはなかった。
この一件は、直ちに兵学校生徒たちの広く知るところとなり、生徒たちの間では権兵衛の振る舞いについて賛否両論があった。以上は、当時の兵学校生徒の一人である木村浩吉（海兵9期・海軍少将）の1934年（昭和9年）における証言による。

### 永訣
登喜子は1933年（昭和8年）3月30日に胃癌によって72歳で死去した。
登喜子の死の直前、登喜子の手を握った権兵衛は以下のように語りかけ、登喜子は落涙しながら権兵衛の手を握り返したという。
権兵衛は、愛妻に遅れること8か月、昭和8年12月8日に摂護腺（前立腺）肥大症によって81歳で死去した。